# Tenebre (film 1909)
Tenebre è un cortometraggio muto del 1909 diretto da Mario Caserini.

## Distribuzione
- Germania: febbraio 1909 come "Finsternis"